# Дух жизнерадостности
Жизнерадостность, дух жизнерадостности, жизненная энергия (англ. animal spirits) — термин, который Джон Мейнард Кейнс использовал в своей книге 1936 года «Общая теория занятости, процента и денег» для описания инстинктов, склонностей и эмоций, которые, по его мнению, влияют на человеческое поведение и направляют его, и которые могут быть измерены, например, с точки зрения потребительской уверенности. К духу жизнерадостности относится в том числе доверие между людьми.

## Использование у Кейнса
Оригинальный отрывок Кейнса гласит:
«Даже оставляя в стороне неустойчивость, связанную со спекуляцией, приходится считаться ещё с неустойчивостью, проистекающей из определённого свойства человеческой природы, которое выражается в том, что заметная часть наших действий, поскольку они направлены на что-то позитивное, зависит скорее от самопроизвольного оптимизма, нежели от скрупулёзных расчетов, основанных на моральных, гедонистических или экономических мотивах. Вероятно, большинство наших решений позитивного характера, последствия которых скажутся в полной мере лишь по прошествии многих дней, принимается под влиянием одной лишь жизнерадостности (animal spirits) — этой спонтанно возникающей решимости действовать, а не сидеть сложа руки, но отнюдь не в результате определения арифметической средней из тех или иных количественно измеренных выгод, взвешенных по вероятности каждой из них. (…) Поэтому, когда жизнерадостность (animal spirits) затухает, самопроизвольный оптимизм поколеблен и нам не остается ничего другого, как полагаться на один только математический расчет, предпринимательство хиреет и испускает дух — даже если опасения потерпеть убытки столь же неосновательны, какими прежде были надежды на прибыль».

## Примеры раннего использования

### В философии
Более ранние примеры использования понятия «animal spirits» можно найти у Декарта, Ньютона и других ученых в тех случаях, когда они пишут о телесных жизненных силах.
Эти animal spirits, то есть животные силы, имеют эфирную природу. В одном из своих писем о свете Ньютон писал, что движущие силы живут в «мозге, нервах и мышцах, которые могут стать удобным сосудом для удержания столь тонкого духа». Дух, о котором здесь говорит Ньютон, — это движущие силы, имеющие эфирную природу и живущие в теле. Позже понятие animal spirits приобрело психологическое содержание, но всегда рассматривалось в связи с жизненными процессами, протекающими в организме, то есть сохраняло общий статус животного явления.
Уильям Сафир исследовал происхождение фразы в своей статье 2009 года «О языке: animal spirits»:
«Выражение, которое Кейнс прославил в экономической теории, имеет долгую историю. „Физиология учит, что существуют три вида духов“, — писал Варфоломей Трахерон в своем переводе текста о хирургии 1543 года — „животный, жизненный и естественный. Животный дух находится в мозге … и называется животным, поскольку это первый инструмент души, которую латиняне называют animam“. Уильям Вуд в 1719 году первым применил понятие animal spirit в экономике: „Рост нашей внешней торговли … откуда возникли все те животные духи, те источники богатства, которые позволили нам потратить столько миллионов на сохранение наших свобод“. Романисты с энтузиазмом ухватились за „жизнерадостность“. Дэниел Дефо в „Робинзоне Крузо“ писал: „Неожиданность не может изгнать Жизнерадостность из Сердца“. Джейн Остин использовала это слово в „Гордости и предубеждениях“ для обозначения „крайнего волнения“: „Она находилась в крайне жизнерадостном настроении“ („She had high animal spirits“). Бенджамин Дизраэли, писал в 1844 году: „Он … обладал огромной жизнерадостностью и острым чувством удовольствия“».
Томас Гоббс использовал понятие «животных духов» для обозначения пассивных эмоций и инстинктов, а также естественных функций, таких как дыхание.
Ральф Уолдо Эмерсон в своей книге «Общество и одиночество» (1870) писал о «животных духах» как о побуждении людей к действию в более широком смысле, чем у Кейнса:
«Холодная, вялая натура думает, что у неё недостаточно фактов для достижения цели, и потому отказывается от своей очереди в разговоре. Но у тех, кто говорит, фактов не больше, нет — меньше. Нужны не новые факты, а стремление растворить все факты. Внутренний жар ставит вас в правильное отношение к хранилищу фактов. Главный недостаток холодной и сухой натуры — это отсутствие жизнерадостности, которая кажется невероятной силой, как если бы Бог собрался воскресить мертвых».
В социальных науках Карл Маркс упоминает «жизнерадостность» (der Lebensgeister) в 1-м томе «Капитала» — в русском переводе «жизненная энергия», в английском переводе 1887 года (а также в скобках в немецком оригинале) собственно «animal spirits». Маркс говорит о жизненной силе рабочих, которую, по его мнению капиталист может как усиливать, поощряя социальное взаимодействие и конкуренцию на своей фабрике, так и подавлять, внедряя работу на конвейере, при которой рабочий повторяет одну и ту же задачу.

### В английской литературе
«Животный дух» — это эвфемизм, который использовали английские школьники позднего викторианского и эдвардианского периодов — такие, как П. Г. Вудхаус, который учился в Даличском колледже и родился на два года раньше Кейнса, учившегося в Итоне. Вудхауз и Артур Конан Дойл были популярными авторами среди школьников в Англии вплоть до Великой войны. Сам Дойл использовал выражение «animal spirit» в 1883 году, в год рождения Кейнса:
«Хотя читал он необычайно много, все же его нельзя было назвать „книжным червём“. Напротив, в молодом человеке кипели силы и била через край энергия; молодецкой удали и склонности ко всяческим юношеским проказам ему было не занимать, так что популярность его среди студентов и сотоварищей была необычайная».
— Конан-Дойл. Топор с посеребрянной рукоятью
Два примера использования этой фразы Вудхаузом можно найти в его книге 1909 года «Майк». В этой книге «животный дух» означал отношение подростков к авторитету старших, при котором энергичное следование советам, мнениям или увещеваниям приводило к доведению до предела всех действующих правил. Идеей было максимально, хоть и на короткий срок, нарушить то, что считалось «нормальным» поведением. Восстановление равновесия впоследствии требовало жестких санкций со стороны тех, кто наделен властью, а также, возможно, изменения самих правил. 
"На самом деле в Стоуне и Робинсоне не было ничего плохого. Это были обычные злые шутники, каких можно найти в каждой государственной школе, маленькой и большой. Они были абсолютно свободны от мозгов. У них было определённое количество мускулов и огромный запас животных духов. Они смотрели на школьную жизнь просто как на возможность для выходок.
— Mike, Chapter XXXIX.
«Тогда ДЛЯ ЧЕГО ты засунул его туда?» — взревел мистер Даунинг.
«Из-за животного духа, сэр», — сказал Псмит.
«ЧТО!»
«Из-за животного духа, сэр».

— Mike, Chapter LI.
Вудхаус использует антитезу в последнем примере, чтобы высмеять мистера Даунинга; никто не мог быть менее восприимчивым к «животным духам», чем учтивый, добродушный Псмит. «Псмит в Сити» (1910) был основан на собственном опыте работы Вудхауза в среде лондонских финансистов.
Джон Коутс из Кембриджского университета поддерживает популярную интуицию английской эдвардианской государственной школы, согласно которой такие качества, как динамизм и лидерство, сосуществуют с менее конструктивными чертами, такими как безрассудство, беспечность и неосторожность. Коутс объясняет это колебаниями гормонального баланса; аномально высокий уровень тестостерона может привести к индивидуальному успеху, но также к коллективной чрезмерной агрессии, самоуверенности и стадному поведению, в то время как слишком много кортизола может способствовать иррациональному пессимизму и неприятию риска. Средство от этого — смещение баланса занятости в финансах в пользу женщин и пожилых мужчин и наблюдение за биологией трейдеров.

## Современные исследования
Недавние исследования показывают, что термин «жизнерадостность» использовался в работах Дж. Сёлли, которого Кейнс изучал в 1905 году, а также что Кейнс неявно опирался на эволюционное понимание человеческих инстинктов.
Экономисты Акерлоф и Шиллер вынесли понятие animal spirits в заголовок своей работы 2009 года «Animal Spirits: How Human Psychology Drives the Economy, and Why It Matters for Global Capitalism». В русском переводе этой работы, озаглавленном «Spiritus Animalis: или Как человеческая психология управляет экономикой и почему это важно для мирового капитализма», animal spirits переданы как «иррациональное начало»:

«… Миссия государства, как и родителей, заключается в создании таких условий, при которых творческому потенциалу капитализма не создается препятствий, но при этом сглаживаются все крайности, порожденные нашим иррациональным началом».